# Джейн Остин: Хронология
Джейн Остин (1775 – 1817) прекарва целия си живот в семейство, което в социално и материално отношение е на границата на английското дребно дворянство. Родителите ѝ, преподобният Джордж Остин и Касандра Лий, живеят в Стивънтън в графство Хемпшир, където баща ѝ е ректор на местната църква от 1765 до 1801 г.  Семейството на Остин е голямо, но сплотено. Тя има шест братя – Джеймс, Джордж, Чарлз, Франсис, Хенри и Едуард – и по-голяма сестра, Касандра.  Брат ѝ Едуард е осиновен от Томас и Елизабет Найт и впоследствие унаследява именията им в Годмършъм в графство Кент и Чотън в Хемпшир.  През 1801 баща им се пенсионира от църковния пост и семейството се мести в Бат, графство Съмърсет.  Той умира там през 1805 г. и през следващите четири години Джейн, Касандра и майка им живеят първо под наем и след това в Саутхемптън при семейството на Франк Остин. През тези години често гостуват на различни роднини.  През 1809 г. трите се местят за постоянно в голяма селска къща близо до имението на Едуард в Чотън.  Остин остава там до края на живота си, с изключение на последните месеци, които прекарва в Уинчестър за лечение.

През целия им живот Джейн и Касандра са близки с братовчедка си Илайза де Фюид, и съседките им Мери и Марта Лойд. Мери става втората съпруга на Джеймс Остин, а Марта живее със семейството (след смъртта на бащата през 1805 г.) и по-късно се жени за Франк Остин. Дълги години Джейн и Касандра са близки и с три сестри, Алития, Елизабет и Катрин Биг, които живеят в Менидаун парк.  Ан Бриджис Лефрой, съпруга на преподобния Джордж Лефрой, „става най-обичания и уважаван ментор; човекът, към когото тя винаги се обръща за съвет или подкрепа“, след като сем. Лефрой се мести в близкия Аш през 1783 г. Смъртта ѝ през 1804 при нещастен случай по време на езда покрусява Джейн
По Коледа 1795 г. Остин се запознава, танцува и вероятно се влюбва в Томас Лефрой. Той обаче заминава да учи право през януари 1796 г. и двамата никога повече не се виждат.  Самюъл Блакол, аспирант в Еманюел Колидж в Кеймбридж и приятел на Ан Лефрой, проявява сериозен интерес към Остин през 1797 г.  Според семейната история Джейн се влюбва в млад свещеник по време на лятна почивка в Сидмът през 1801 г. Касандра е одобрявала кандидат-жениха, но той умира внезапно няколко месеца по-късно, преди да се види отново с Джейн.  Остин получава единственото предложение за брак от Харис Биг-Уитър (брат на приятелките ѝ Алития, Елизабет и Катрин Биг), докато е на посещение у тях през декември 1802 г. Първоначално Остин приема, но на следващия ден размисля и отказва предложението.  Биографът Парк Хонън предполага, че през 1805 г. Остин получава предложение и от Едуард Бриджес, шурей на брат ѝ Едуард, но биографката Клер Томалин отхвърля тази теория. 
Джейн Остин е обучавана вкъщи от баща си и по-големите си братя и се самоусъвършенства чрез четене.  „Чиракуването“ ѝ като писател започва в юношеските ѝ години и продължава докъм 35-ата ѝ година. В този период тя завършва три романа и започва четвърти. Това са първоначалните варианти на „Разум и чувства“, „Гордост и предразсъдъци“, „Абатството Нортангър“ и част от „Сем. Уотсън“.  От 1811 до 1815 г. Остин постига успехи с публикуването на Разум и чувства (1811), Гордост и предразсъдъци (1813), Менсфийлд парк (1814) и Ема (1815). Тя пише други две творби, романите Абатството Нортангър (първоначално завършен през 1798 – 1799, но по-късно преработен) и Доводите на разума, които са публикувани малко след смъртта ѝ през 1817 г.; и започва трета (впоследствие озаглавена Сандитън), но умира преди да я завърши. Творбите на Остин са продукт на литературните традиции на ХVІІІ век и са повлияни най-силно от известния писател и критик Самюел Джонсън и писателите Фани Бърни и Мария Еджуърт. Остин смята поета и писателя сър Уолтър Скот за конкурент. Домашните театрални представления на пиесите на Ричард Шеридан и други драматурзи от ХVІІІ век формират творчеството на Остин от ранна възраст.  Харесва поезията на Уилям Купър и романите на Самюъл Ричардсън. Връзката на Остин с „чувствителността“ илюстрира литературният ѝ дълг към сантиментални автори като Лорънс Стърн.
Остин публикува всичките си романи през Регентския период, през който Джордж ІІІ е обявен за луд и синът му, Принцът на Уелс, е назначен за регент. През по-голямата част от живота на Остин Великобритания е във война с революционна Франция. Опасявайки се от разпространението на революцията и насилието във Великобритания, правителството се опитва да репресира политически радикали като отменя принципа habeas corpus и према т.нар. „закони за запушване на устата“ (Закон за подривната дейност и събрания и Закон за държавната измяна). Много от реформаторите се надяват на промени в британското общество през 90-те години на ХVІІІ в., но в началото на ХІХ век войните с Франция (Френската революционна война и Наполеоновите войни) са изтощили обществото и предизвикват засилване на консервативните тенденции. Докато романите на Остин рядко показват пряка връзка с тези събитие, личният ѝ живот е дълбоко свързан с тях: двама от братята ѝ служат в кралската флота.  Когато Наполеон най-накрая е победен в битката при Ватерло през 1815 г., Великобритания ликува. През второто десетилетие на века настъпва икономическа криза, а началото на индустриалната революция води и до засилване на междукласовите конфликти. 

## 1760
| Година | Остин                                                                                    | Литературни събития | Политически събития                                                                                                 |
| ------ | ---------------------------------------------------------------------------------------- | --- | --- |
| 1764   | - 26 април – Джордж Остин, ректор на енорията в Стивънтън, и Касандра Лий сключват брак. | | |
| 1765   | - 13 февруари – Джеймс Остин роден в Дийн, Хемпшир.                                      | - Публикуване на пиесите на Шекспир под редакцията на Самюел Джонсън - Замъкът Отранто на Хорас Уолпол е публикуван. Творбата е смятана за първия готически роман. - Издаване на последните десет тома на френската Енциклопедия (L'Encyclopédie). | - март – Вълнения избухват в американските колонии след като британският парламент гласува нов данък върху марките. |
| 1766   | - 26 август – Джордж Остин роден в Дийн.                                                 | - ”Викарият на Уейкфийлд” на Оливър Голдсмит e публикуван. | |
| 1767   | - 7 октомври – Едуард Остин роден в Дийн.                                                | - Романът Сантиментално пътешествие през Франция и Италия на Лорънс Стърн (на снимката) е публикуван. | - Първо пътешествие на кап. Джеймс Кук до Австралия и Нова Зеландия (1768 – 1771)                                   |
| 1768   | - юли-август – Сем. Остин се мести в Стивънтън, графство Хемпшир                         | | |
| 1769   |                                                                                          | - Юбилейно честване на Шекспир в Стратфорд на Ейвън | |

## 1770
| Година | Остин | Литературни събития | Политически събития |
| ------ | --- | --- | --- |
| 1770   | | - Поемата Изоставеното селце на Голдсмит е публикувана. - Част Първа на Фауст на Гьоте е публикувана.                                       | - януари – Фредерик, Лорд Норт става министър-председател на Великобритания (1770 – 1782).                               |
| 1771   | - 8 юни – Хенри-Томас Остин роден в Стивънтън. | - Първи тираж на Енциклопедия Британика е завършен (зап. 1768)                                                                              | - Ричард Аркрайт основава първата тъкачна фабрика за памук в Кромфорд, Дарбишър.                                         |
| 1772   | | - Последният том с приложения на Енциклопедия (L'Encyclopédie) е публикуван (зап. 1751).                                                    | - 22 юни – Робството е поставено извън закона в Англия.                                                                  |
| 1773   | - 9 януари – Касандра Елизабет Остин е родена в Стивънтън. - 23 март – Джордж Остин става ректор и на Дийнската енория. - Ученици живеят в Стивънтън от 1773 до 1796 г. | | - 16 декември – Американските колонии протестират срещу британската политика като изхвърлят чай в пристанището в Бостън. |
| 1774   | - 23 април – Франсис-Уилям (Франк) Остин е роден в Стивънтън. | - Страданията на младия Вертер на Гьоте е публикуван.                                                                                       | - май – Луи ХVІ (на снимката) се възкачва на френския престол. - Уорън Хейстингс става първият губернатор на Индия.      |
| 1775   | - 16 декември – Джейн Остин се ражда в Стивънтън. | - Пътеписът Пътуване до западните острови на Шотландия на Самюел Джонсън е публикуван.                                                      | - 18 април – Американската война за независимост започва с битката при Лексингтън (1775 – 1783).                         |
| 1776   | | - Богатството на народите на Адам Смит е публикуван.                                                                                        | |
| 1778   | | - Ивелина на Фани Бърни е публикуван. - Разходките на самотния мечтател (Les Rêveries du promeneur solitaire) на Жан-Жак Русо е публикуван. | |
| 1779   | - 23 юни – Чарлз Джон Остин е роден в Стивънтън. - 3 юли – Джеймс Остин се записва в колежа „Сейнт Джон“ в Оксфорд.                                                     | - Животът на поетите (Lives of the Poets) на Самюел Джонсън (на снимката) е публикуван.                                                     | |

## 1780
| Година | Остин | Литературни събития | Политически събития |
| ------ | --- | --- | --- |
| 1780   | | - Етюдът Възпитание на човешкия род (Die Erziehung des Menschengeschlechts) на Лесинг е публикуван. | - 2 – 11 юни – Бунтове в Лондон срещу т.нар. папистки закони от 1778. |
| 1781   | | - Разбойници на Шилер е публикувана. - Първо издание на Критика на чистия разум на Кант. | - 19 октомври – Победа на френско-американските сили срещу британците в битката при Йорктаун, с която се слага края на Американската война за независимост. |
| 1782   | - декември – първа аматьорска театрална постановка в Стивънтън. – Матилда | - Сесилия на Фани Бърни (на снимката) е публикуван. - Първа част на Изповеди на Жан-Жак Русо е публикувана посмъртно. - Опасни връзки на Шодерло дьо Лакло е публикуван.                                                                           | |
| 1783   | - Едуард Остин е осиновен от Томас Найт от Годмършъм, графство Кент - пролет – Джейн Остин, Касандра Остин и Джейн Купър изпратени да учат в Оксфорд; живеят при мисис Коули. - лято – Мисис Коули се мести в Саутхемптън и момичетат се разболяват. | | - 3 септември – Версайският договор от 1783 г. е подписан, с което приключва Американската война за независимост. - декември – Уилям Пит-младши става министър-председател на Великобритания. |
| 1784   | - Аматьорските театрални постановки в Стивънтън продължават – The Rivals | | - Източно-индийската компания упълномощена да управлява Британска Индия. |
| 1785   | - Пролет – Остин и Касандра записани в Абатското училище в Рединг, Бъркшир. - Поемата Задачата на Уилям Купър (на снимката) е публикувана. | | |
| 1786   | - Едуард Остин прави Голямата обиколка на Европа (1786 – 90). - април – Франсис Остин постъпва в Кралската военноморска академия в Портсмут. - ноември – Джеймс Остин пътува до континентална Европа. - декември – Остин и Касандра напускат Абатското училище. | - Шотландските поеми (Poems Chiefly in the Scottish Dialect) на Бърнс са публикувани. | - декември – Бунтът на Шейс в САЩ. (декември 1786 – януари 1787) - Започва процедура по импийчмънт на Уорън Хейстингс, губернатор на Индия. |
| 1787   | - Остин започва да пише т.нар. ювенилия (на снимката). - есен – Джеймс Остин се завръща от Европа. - декември – Аматьорски театрални постановки в Стивънтън – The Wonder. | | - 13 май – Първите затворнически кораби заминават за наказателната колония в Австралия. - 22 май – Комитет за отмяната на търговията с роби е основан във Великобритания. |
| 1788   | - януари – Аматьорски театрални постановки в Стивънтън – The Chances. - март – Аматьорски театрални постановки в Стивънтън – Палечко. - 1 юли – Хенри Остин се записва в колежа Сейнт Джон в Оксфорд. - лято – Джейн и Касандра пътуват с родителите си до Кент и Лондон. - 23 декември – Франсис Остин напуска Кралската военноморска академия и отплава за Британските Източни Индии. - зима – Аматьорски театрални постановки в Стивънтън – The Sultan и High Life Below Stairs. | - 1 януари – Първият брой на вестник Таймс излиза. - Романът Емелин на Шарлот Търнър Смит (на снимката) е публикуван. | - ноември – започва регентската криза, предизвикана от лудостта на Джордж ІІІ. |
| 1789   | - Първи брой на седмичника The Loiterer на Джеймс Остин; излиза до март 1790. | - 29 април – Интересната история на живота на Олауда Еквиано, автобиография на освободения роб Олауда Еквиано, е публикувана. - Songs of Innocence на Уилям Блейк е публикувана. - Втора част на Изповеди на Жан-Жак Русо е публикувана посмъртно. | - 14 юли – Бастилията в Париж е щурмувана (на снимката). - 26 август – Френският парламент приема Декларация за правата на човека и гражданина - 5 – 6 октомври – Гладни парижанки маршируват към Версай#Френска република и връщат кралското семейство в Париж. - декември – Край на регентската криза след като Джордж ІІІ се възстановява. |

## 1790
| Година | Остин | Литературни събития | Политически събития |
| ------ | --- | --- | --- |
| 1790   | - Джеймс Остин става помощник-свещеник в Овертън, Хемпшир. - есен – Едуард Остин се завръща в Англия от Голямата обиколка. | - 1 ноември – Размисли за революцията във Франция на Едмънд Бърк е публикувано. | - Британският парламент оттегля предложението да се отменят анти-католическите закони от ХVІІ век |
| 1791   | - Чарлз Остин постъпва в Кралската военноморска академия. - 15 септември – Джейм Остин става викарий на Шербърн Сейнт Джон, Хемпшир. - 27 декември – Едуард Остин и Елизабет Бриджес сключват брак и се местят в Роулинг хаус в Кент. | - февруари–март – Първа част на Правата на човека на Томас Пейн е публикувана. - Романът Обикновена история (A Simple Story на Елизабет Инчбалд е публикуван. - Биографията Животът на Джонсън на Джеймс Босуел е публикувана. - Романс за гората на Ан Радклиф е публикуван. - Романът Селестина на Шарлот Търнър Смит е публикуван. | - 19 април – Британският парламент отхвърля законопроекта на Уилям Уилбърфорс за забрана на търговията с роби. - 14 – 17 юли – погроми в Бирмингам срещу отлъчилите се от Англиканската църква. - август – 100 000 роби и освободени роби се противопоставят срещу местната управа в Санто Доминго, най-богатата колония в Карибския регион и основен източник на захар и кафе за Европа.                                      |
| 1792   | - 27 март – Джеймс Остин сключва брак с Ан Матю; местят се в резиденцията на енорийския свещеник в Дийн. - октомври – Джейн и Касандра Остин гостуват на сем. Лойд в Ибторп Хаус в близост до Хърстборн Тарант, Хемпшир. - зима? – Касандра Остин се сгодява за преп. Том Фаул. | - Романът Man As He Is на Робърт Бейдж е публикуван. - Памфлетът Village Politics на Хана Мор е публикуван. - Романът Дезмънд на Шарлот Търнър Смит е публикуван. | - 7 март – Сиера Леоне е основана под британско управление като дом на освободени роби. - 10 август – Атаката на палата Тюйлери води до падането на Луи XVI и разпускането на законодателното събрание. - 2 – 6 септември – „Френска революция#Септемврийското клане“; 12 000 политически затворници са убити във Франция. - 21 септември – Новоизбраният Национален конвент отменя монархията и обявява Франция за република. |
| 1793   | - ? – Остин започва да пише Сър Чарлз Грандисън или Щастливият човек; комедия в 6 действия, но после я изоставя. - 23 януари – Фани, първото дете на Едуард Остин, е родена. - пролет – Хенри Остин става лейтенант в гражданската милиция в Оксфорд. - 15 април – Анна, първото дете на Джеймс Остин, е родена. - 3 юни – Джейн Остин пише последната творба от младежкото си творчество (ювенилия). - зима – Франсис Остин се завръща от Далечния изток. - декември – Джейн и Касандра Остин гостуват на братовчедите си Бътлър-Харисън в Саутхемптън. | - 14 февруари – Трактатът „Политическа справедливост“ (Political Justice) на Уилям Годуин е публикуван. - Романът Старото имение (The Old Manor House) на Шарлот Търнър Смит е публикуван. | - 21 януари – Луи XVI е екзекутиран. - 1 февруари – Франция обявява война на Англия. - 11 март – Гражданска война избухва във Франция след Вандейското въстание. - юли – започва Якобинската диктатуравъв Франция. - 16 октомври – Мария Антоанета (на снимката) е екзекутирана. |
| 1794   | - 22 февруари – Съпругът на Илайза де Фюид е гилотиниран в Париж. - 20 юни – Джейн и Касандра Остин гостуват на сем. Лий в Адълстроп, Глостършър. - август? – Джейн и Касандра гостуват на Едуард и Елизабет Остин в Роулинг. - септември – Чарлз Остин напуска Кралската военноморска академия и става моряк. - есен? – Остин вероятно пише Лейди Сюзън. | - 28 май – Романът Кейлъб Уилямс на Уилям Годуин е публикуван. - Стихосбирката Songs of Experience на Уилям Блейк е публикувана. - Потайностите на Удолфо на Ан Радклиф е публикуван. | - 4 февруари – Франция отменя робството в колониите си. - 7 май – Принципът habeas corpus е отменен в Англия. - 28 юли – Робеспиер е екзекутиран; приключва Якобинската диктатура. - ноември – Британски радикали са оневинени по делата за държавна измяна от 1794. |
| 1795   | - Остин вероятно пише Елинор и Мариан. - 3 май – Ан Матю (съпругата на Джеймз Остин) умира в Дийн. Малката Анна е изпратена в Стивънтън. - есен – преп. Том Фаул става капелан на Уилям Крейвън, първи граф на Крейвън по време на кампанията в Карибите. - декември-ян. 1796 – Флиртът на Остин с Том Лефрой по време на неговото гостуване в Аш. | - Хана Мор (на снимката) започва издаването на Cheap Repository Tracts в отговор на радикални публикации. | - 29 октомври – По пътя към парламента Джордж III е нападнат от гладна тълпа. - 18 декември – Законът за противодържавните събрания и Законът за противодържавните прояви са приети. - Годината на големия глад. |
| 1796   | - януари – Том Лефрой (на снимката) напуска Аш и заминава за Лондон. - януари – Том Фаул отплава за Карибите. - април – Джейн и Касандра Остин гостуват на сем. Купър в Харпсден, Оксфордшър. - лято? – Джеймс Остин ухажва Илайза де Фюид. - август – Едуард и Франсис Остин пътуват с Джейн до Роулинг през Лондон; тя се връща в Стивънтън в края на септември / началото на октомври - октомври – Остин започва да пише Първи впечатления (Гордост и предразсъдъци). - ноември – Джеймс Остин се сгодява за Мери Лойд. | - Романът Hermsprong or Man as he is not на Робърт Бейдж е публикуван. - Романът Спомените на Емма Кортни на Мери Хейс е публикуван. - Романът Камила на Фани Бърни е публикуван. - Романът Монахът на Матю Луис е публикуван. - Есето De l'Influence des passions на Ана Стал е публикувано.                                         | - декември – Неуспешни военни маневри на Франция в залива Бантри, Западен Корк, Ирландия. - Мирните преговори между Англия и Франция се провалят. |
| 1797   | - 17 януари – Джеймс Остин се жени за Мери Лойд. - януари – Анна се връща да живее в Дийн. - феб. – Том Фаул умира на Испаньола от треска и е погребн в морето. - август – Остин завършва Първи впечатления - 1 ноември – Първи впечатления е отхвърлен от лондонския издател Томас Кадел. - ноември – Остин започва да преработва Елинор и Мариан (впоследствие преименуван на Разум и чувства). - ноември – Мисис Остин, Джейн и Касандра гостуват на сем. Лий-Перът в Бат. - ноември – Едуард Остин мести домакинството си от Роулинг в Годмършъм парк, близо до Годмършъм, Кент. - зима – преп. Самюъл Блакъл посещава Аш и ухажва Джейн Остин. - 31 декември – Хенри Остин се жени за Илайза де Фюид. | - 20 ноември – Излиза първият брой на правителственото издание Антиякобински преглед. - Романът Италианецът (The Italian) на Ан Радклиф е публикуван. | - февруари – Английската банка прекратява кешови плащания. - април–юни – Метежи в пристанищата в Спитхед и Нор. - Неуспешни военни маневри на Франция в Уелс. |
| 1798   | - август – Сем. Остин, Джейн и Касандра посещават Годмършъм. - август – Остин вероятно започва да пише Сюзън (впоследствие преименуван на Абатството Нортангър). - 9 август – Лейди Уилямс (Джейн Купър) загива в пътно произшествие. - 24 октомври – Остин и родителите ѝ се връщат в Стивънтън. - октомври–ноември – Мисис Остин боледува. - 17 ноември – Джеймс-Едуард, син на Джеймс Остин, е роден. | - юни – Есе за законите на населението на Томас Малтус е публикувано. - Лирични балади на Уърдсуърт и Колридж са публикувани. - Романът Младият философ (The Young Philosopher) на Шарлот Търнър Смит е публикуван. | - 26 май – Обществото на обединените ирландци възстава срещу британското управление в Ирландия. - август–септември – Френска инвазия в Ирландия. - 1 август – Победа на Хорацио Нелсън над флотата на Наполеон в битката при Нил. |
| 1799   | - февруари – Джейн Остин вероятно посещава сем. Лойд в Ибторп. - март – Касандра се връща в Стивънтън. - 17 май – юни – Мисис Остин и Джейн пристигат в Бат с Едуард и Елизабет. - края на юни – Остин вероятно завършва Сюзън (Абатството Нортангър). - късно лято – Сем. Остин гостува последователно на сем. Лий в Адълторп, сем. Купър в Харпсден, и сем. Кук в Грейт Букъм. - 14 август – Лелята на Остин, мисис Лий-Перът, е обвинена в кражба и въдворена в затвора в Илчестър. | - Порицание на съвременната образователна система (Strictures on the Modern System of Education) на Хана Мор е публикувано. - Романът A Tale of the Times на Джейн Уест е публикуван. | - Religious Tract Society е основано във Великобритания. - 9 ноември -- 18 брюмер; Наполеон сваля Директорията и става Първи консул на Франция. |

## 1800
| Година | Остин | Литературни събития | Политически събития |
| ------ | --- | --- | --- |
| 1800   | - 29 март – Мисис Лий-Перът съдена в Тонтън и оправдана. - октомври – Едуард Остин гостува в Стивънтън и взима Касандра в Годмършъм; пътуват през Чотън и Лондон. - края на ноември–средата на декември – Джейн Остин гостува на сем. Лойд в Ибторп. - декември – Преп. Остин решава да се пенсионира и премести в Бат. - ? – Остин преработва и завършва Sir Charles Grandison. | - Романът Castle Rackrent на Мария Еджуърт е публикуван. - Стихосбирката Lyrical Tales на Мери Робинсън (на снимката) е публикувана. - Memoirs of Modern Philosophers на Елизабет Хамилтън е публикуван.              | - Бунтове на гладуващи във Великобритания. - Робърт Оуен основава образцова фабрика в Ню Ланарк                                           |
| 1801   | - януари – Хенри Остин напуска оксфордския гарнизон и започва бизнес като банкер и армейски агент в Лондон. - края на януари – Джейн Остин гостува на сем. Биг-Уитър в Менидаун. - февруари – Касандра се връща в Стивънтън през Лондон. - май – Сем. Остин напуска Стивънтън и се установява в Бат. - май – Мисис Остин и Джейн пътуват до Бат през Ибторп и отсядат у сем. Лий-Перът. - май – Джеймс Остин и семейството му се установяват в къщата на енорийския свещеник в Стивънтън. - края на май – Сем. Остин отива на почивка в Уест Каунти, посещавайки Сидмът и Колитън в Девън. - края на май – Възможен романс между Джейн Остин и млад свещеник от Девън. - септември – Сем. Остин посещават Стивънтън и Аш. - 5 октомври – Сем. Остин се връща в Бат. | - Романът Белинда на Мария Еджуърт е публикуван. - Писма за образованието (Letters on Education) на Елизабет Хамилтън са публикувани.                                                                                 | - 1 януари – Обединеното кралство е създадено със Закона за обединението от 1800. - 1 октомври – Примирие между Великобритания и Франция. |
| 1802   | - април – Джеймс, Мери и Анна гостуват на сем. Остин в Бат. - лято – Чарлз Остин прекарва лятото със семейството. - 1 септември – Джейн и Касандра Остин пристигат в Стивънтън. - 3 септември – Джеймс взима Джейн и Касандра в Годмършъм. - 28 септември – Чарлз връща сестрите си в Стивънтън. - 25 ноември – Джейн и Касандра посещават сем. Бигс в Менидаун. - 2 декември – Харис Биг-Уитър неочаквано прави предложение за брак на Джейн Остин; тя приема. - 3 декември – Остин отказва предложението на Биг-Уитър; тя и Касандра се връщат в Стивънтън и после веднага заминават за Бат. - зима – Остин преработва Сюзън (Абатството Нортангър). | - Сборникът Поезия от шотландските покрайнини (Minstrelsy of the Scottish Border) на Уолтър Скот (на снимката) е публикуван. - Романът Неверният баща (The Infidel Father) на Джейн Уест е публикуван.                | - 27 март – Амиенският договор е подписан; 18-месечно прекъсване на войните с Франция.                                                    |
| 1803   | - пролет – Остин продава правата върху Сюзън на лондонския издател Бенджамин Кросби за 10 лири стерлинги. - 18 май – Хенри и Илайза почти засядат във Франция, когато Наполеон нарушава Амиенския договор. - лято – Остин вероятно посещава Чармът, Ъп Лайм и Пини - юли – Франсис Остин е пратен в Рамсгейт. - септември–октомври – Преп. и мисис Остин, вероятно придружени от Джейн и Касандра, посещават Годмършъм. - октомври – Джейн и Касандра посещават Аш. - 24 октомври – Джейн и Касандра се връщат в Бат. - ноември – Сем. Остин посещава Лайм Риджис. | | - 12 май – 12 May – Амиенският договор се проваля; Англия и Франция отново във война.                                                     |
| 1804   | - Джейн Остин вероятно пише Семейство Уотсън. - пролет – Мисис Остин тежко болна. - лято – Сем. Остин, с Хенри и Илайза, посещават Лайм Риджис. - 25 октомври – Сем. Остин се връща в Бат и се мести на 3 Green Park Buildings East. - 16 декември – Мисис Ан Лефрой от Аш, дългогодишна приятелка на Джейн Остин, загива при езда. | - Сборникът разкази Popular Tales на Мария Еджуърт е публикуван. | - 18 май – Наполеон (на снимката) се провъзгласява за император на французите.                                                            |
| 1805   | - 21 януари – Бащата на Джейн Остин, преп. Джордж Остин, умира внезапно в Бат. - 25 март – Мисис Остин и дъщерите ѝ се местят на Гей Стрийт № 25 в Бат. - юни – Мисис Остин, Джейн, Касандра и Анна пътуват до Годмършъм през Стивънтън. - 18 юни – Каролайн, дъщеря на Джеймс Остин, е родена. - лято – Едуард Бриджис ухажва Джейн Остин (непотвърдено). - лято – Марта Лойд започва да живее у сем. Остин. - 17 септември – ноември – Джейн и Касандра пътуват до Уъртинг. | - Романът Съвременната Гризелда (The Modern Griselda) на Мария Еджуърт (на снимката) е публикуван. - Романът Adeline Mowbray на Амилия Опи е публикуван. - Романът Флийтууд (Fleetwood) на Уилям Годуин е публикуван. | - 21 октомври – Флотата на Нелсън побеждава френските и испанските сили в Трафалгарската битка.                                           |
| 1806   | - януари – Мисис Остин и дъщерите ѝ посещават Стивънтън. - 29 януари – Мисис Остин се връща в Бат и наема апартамент на Трим Стрийт. - февруари-средата на март – Джейн и Касандра гостуват на сестрите Биг в Менидаун, връщат се в Бат през Стивънтън. - 2 юли – Мисис Остин и дъщерите ѝ най-накрая напускат Бат и пътуват до Адълстроп през Клифтън. - 24 юли – Франсис Остин се жени за Мери Гибсън. - 14 юли – ср. октомври – Мисис Остин и дъщерите ѝ гостуват на сем. Купър в Хамстол Ридуеър (Hamstall Ridware). - октомври – Сем. Остин се мести в Саутхемптън с Франсис Остин и Мери. - зима – Касандра Остин посещава Годмършъм. | | |
| 1807   | - март – сем. Остин се мести в къща на Касъл Скуеър, Саутхемптън. - април – Хенри води Касандра от Саутхемптън в Годмършъм, през Лондон. - 19 май – Чарлз Остин се жени за Фани Палмър на Бермуда. - септември – Едуард Остин организира семейно събиране в Чотън, после в Саутхемптън. | - Писмо относно отмяната на търговията с роби (A Letter on the Abolition of the Slave Trade) на Уилям Уилбърфорс (на снимката) е публикувано.                                                                         | - 25 март. – Великобритания отменя търговията с роби.                                                                                     |
| 1808   | - януари–март – Джейн и Касандра посещават Стивънтън, Менидаун и сем. Фаул в Кинтбъри. - 15 май – Хенри и Джейн спират в Стивънтън по път за Лондон. - 14 юни – Джейн пътува до Годмършъм с Джеймс и Мери. - 8 юли – Джейн се връща в Саутхемптън. - 28 септември – Касандра пътува до Годмършъм. - 10 октомври – Съпругата на Едуард, Елизабет, умира сред като ражда 11-ото си дете. | - Поемата Мармион на Уолтър Скот е публикувана. - Романът Cottagers of Glenburie на Елизабет Хамилтън е публикуван. - Романът Coelebs in Search of a Wife на Хана Мор е публикуван.                                   | |
| 1809   | - февруари – Касандра се връща в Саутхемптън. - 5 април – Остин безуспешно се опитва да окаже натиск върху Кросби да публикува Сюзън. - 15 май – Мисис Остин и дъщерите ѝ гостуват в Годмършъм. - 7 юли – Сем. Остин и Марта Лойд се местят в Чотън Котидж в Чотън (на снимката). - август – Джейн Остин започва отново да пише. - октомври – Едуард Остин и Фани посещават Чотън. | - Започва издаването на Куотърли ривю, основния печатен орган на торите. - Сборникът разкази Tales of Fashionable Life (1809 – 1812) на Мария Еджуърт е публикуван.                                                   | |

## 1810
| Година | Остин | Литературни събития | Политически събития |
| ------ | --- | --- | --- |
| 1810   | - юли-август – Джейн Остин (на снимката) и Касандра гостуват в Менидаун и Стивънтън. - ноември – Едуард Остин и Фани гостуват в Чотън. - зима – Разум и чувства е одобрен от лондонския издател Томас Егертън. | - Поемата „Дамата от езерото (The Lady of the Lake)“ на Уолтър Скот е публикувана. - Романът Отказът (The Refusal) на Джейн Уест е публикуван. | - октомври – Джордж III е признат за невменяем. |
| 1811   | - февруари – Джейн Остин започва да планира Менсфийлд парк. - март – Остин гостува на Хенри в Лондон. - март – Остин редактира печатни коли на Разум и чувства. - март – Касандра посещава Годмършъм. - август – Чарлз Остин се връща със семейството си в Англия. - 30 октомври – Разум и чувства е публикуван анонимно. - ноември – Джейн Остин посещава Джеймс в Стивънтън. - зима? – Джейн Остин започва преработката на Първи впечатления (впоследствие преименуван на Гордост и предразсъдъци). | | - февруари – Принцът на Уелс става принц-регент. - Лудитите протестират срещу индустриализацията на Великобритания (1811 – 1812). |
| 1812   | - април – Едуард Остин и Фани гостуват в Чотън. - 9 – 25 май – Мисис Остин и Джейн посещават Стивънтън; Касандра отива в Годмършъм. - 14 октомври – Едуард Остин официално взима фамилията Найт. - есен – Джейн Остин продава правата върху Гордост и предразсъдъци на Етертън за 110 лири стерлинги. | - Части I и II на „Странстванията на Чайлд Харолд“ на Джордж Байрон са публикувани. - Поемата 1811 (Eighteen Hundred and Eleven)) на Anna Laetitia Barbauld е публикувана. - Романът Лоялистите (The Loyalists) на Джейн Уест е публикуван. | - юни – Наполеон нахлува в Русия. - 18 юни – САЩ обявява война на Великобритания. - октомври-декември – Наполеоновата армия търпи поражение и се оттегля от Русия (на снимката). |
| 1813   | - 28 януари – Гордост и предразсъдъци е публикуван анонимно. - 21 април – Едуард Остин пристига със семейството си в Чотън; остава 4 месеца. - 22 април – Джейн Остин отива в Лондон да посети умиращата Илайза де Фюид. - 25 април – Илайза умира. - 1 май – Остин се връща в Чотън. - 19 май – Хенри Остин води Джейн в Лондон за седмица. - юли? – Остин завършва Менсфийлд парк. - септември – Едуард и Джейн пътуват през Лондон за Годмършъм (последна визита). - 13 ноември – Едуард връща Джейн в Чотън през Лондон. - ноември – Втори издания на Гордост и предразсъдъци и Разум и чувства. - ноември – Менсфийлд парк вероятно одобрен за публикация. | - Поемите Гяурът (The Giaour) и Невестата на Абидос (The Bride of Abydos) на Байрон са публикувани и жънат големи успехи. - май – Поемата Кралица Маб (Queen Mab) на Пърси Биш Шели (на снимката) е публикувана. | |
| 1814   | - 21 януари – Остин започва Ема. - 1 март – Хенри Остин взема Джейн в Лондон. - април – Джейн Остин се връща в Чотън през Стрийтъм. - април – Едуард Остин и семейството му стоят в Чотън два месеца. - 9 май – Менсфийлд парк (на снимката) е публикуван анонимно от Егертон. - Слънцестоене – Остин гостува на сем. Кук в Грейт Букъм, Съри. - август – Остин посещава Хенри в Лондон. - август – Франсис Остин и семейството му се местят в Голамата къща в Чотън, където живеят около 2 години. - 3 септември – Хенри Остин връща Джейн в Чотън. - 6 септември – Съпругата на Чарлз, Фани, умира след раждане. - 25 ноември – Остин гостува на Хенри в Лондон. - 5 декември – Хенри връща Джейн в Чотън. - 25 декември – Джейн и Касандра гостуват на мисис Хийткот и мис Бигс в Уинчестър. | - Романът Уейвърли (Waverley) на Уолтър Скот е публикуван. - Романът Скитникът (The Wanderer) на Фани Бърни е публикуван. - Романът Патронаж (Patronage) на Мария Еджуърт е публикуван. - Поемата Корсарят (The Corsair) на Байрон е публикувана и става моментален хит. - Поемата Екскурзията (The Excursion) на Уърдсуърт е публикувана. - Детската книга Историята на малкия Хенри и неговия носач (The History of Little Henry and his Bearer) на Мери Шърууд е публикувана. | - 6 април – Наполеон абдикира и е заточен на Елба. - 24 декември – Договорът от Гент слага край на войната между САЩ и Великобритания. |
| 1815   | - 2 – 16 януари – Джейн и Касандра посещават Стивънтън, Аш и Лейвърстоук. - 29 март – Ема е завършен. - март или април – Джейн и Касандра вероятно гостуват на Хенри в Лондон. - 8 август – Остин започва Доводите на разума. - август – Остин вероятно пътува до Лондон да преговаря за издаването на Ема; връща се в началото на септември - 4 октомври – Остин се мести в Лондон да се грижи за болния Хенри. - 13 ноември – Остин посещава Библиотеката на принца регент в Карлтън Хаус в Лондон; получава покана да посвети бъдеща творба на принца. - 1 декември – Остин се връща в Чотън. - края на декември – Ема е издаден от Джон Мъри и посветен на принца регент. | - Романът Гай Манеринг (Guy Mannering) на Уолтър Скот е публикуван. | - март – Наполеон I се връща от Елба. - май – Протекционистките царевични закони са приети. - 18 юни – Херцог Уелингтън (на снимката) и фон Блюхер побеждават Наполеон при Ватерло. - Реставрация на монархията във Франция; Луи XVIII се възкачва на трона. - 20 ноември – Парижките мирни договори официално слагат край на Наполеоновите войни. |
| 1816   | - пролет – Джейн Остин заболява. - пролет – Хенри купува обратно правата върху Сюзън. - пролет – Остин преработва и преименува Сюзън на Катрин с намерението да го издаде. - 15 март – Банката на Хенри фалира и той напуска Лондон. - 22 май – Джейн и Касандра заминават за Челтънъм през Стивънтън. - 15 юни – Джейн и Касандра се връщат в Чотън през Кинтбъри. - 18 юли – Първи вариант на Доводите на разума е завършен. - 6 август – Доводите на разума преработен и завършен. - Второ издание на Менсфийлд парк е издадено от Мъри. - декември – Хенри е ръкоположен и става помощник на енорийския свещеник в Чотън. | - Поемата „Кристабел (Christabel)“ на Колридж е публикувана. - Поемата „Кублай Хан (Kubla Khan)“ на Колридж е публикувана. - Част ІІІ на „Странстванията на Чайлд Харолд“ на Байрон е публикувана. - Байрон (на снимката) напуска Англия и не се завръща. | - април – бунтове в източна Англия и промишлените райони на Великобритания. - Мраморите на Елгин (части от Партенона) изложени в Британския музей. |
| 1817   | - 27 януари–18 март – Остин работи върху роман, който впоследствие е издаден като Сандитън. - 18 март – Остин спира работа върху Сандитън. - 27 април – Остин изготвя завещанието си. - 24 май – Касандра води Джейн в Уинчестър на лечение. - 18 юли – Остин издъхва рано сутринта. - 24 юли – Остин е погребана в Уинчестърската катедрала (на снимката). - края на декември – Абатството Нортангър и Доводите на разума са издадени в един том от Мъри; Хенри пише „биогрофична бележка за автора“. | - Biographia Literaria на Колридж е публикуван. - Романите Ормънд (Ormond) и Харингтън (Harrington) на Мария Еджуърт са издадени. - Поемата Манфред (Manfred) на Байрон е публикувана. - Романът Мандивил (Mandeville) на Уилям Годуин е издаден. - Роб Рой на Уолтър Скот и публикуван. | |